# Melato
O melato é definido como mel de exsudato, podendo ser obtido da seiva de certas plantas ou secreções de certos insetos.